# Liste vom Aussterben bedrohter Arten Deutschlands
In der Liste der vom Aussterben bedrohten Arten Deutschlands sollen die von der IUCN in der Roten Liste gefährdeter Arten als „vom Aussterben bedroht“ (Critically Endangered) eingestuften Tier- und Pflanzenarten dargestellt werden. Quelle ist die Rote Liste gefährdeter Arten der IUCN mit Stand vom 22. Dezember 2022.
| Artname                                                   | Lateinischer Name                                       | Bild |
| --------------------------------------------------------- | ------------------------------------------------------- | ---- |
| Europäischer Stör                                         | Acipenser sturio                                        |      |
| Europäischer Aal                                          | Anguilla anguilla                                       |      |
| Sternchen-Buellie (Schlauchpilz)                          | Buellia asterella                                       |      |
| Lichtliebende Brunnenschnecke                             | Bythiospeum dubium                                      |      |
| Degenfelder Brunnenschnecke                               | Bythiospeum gonostoma                                   |      |
| Husmanns Brunnenschnecke                                  | Bythiospeum husmanni                                    |      |
| Durchsichtige Brunnenschnecke                             | Bythiospeum pellucidum                                  |      |
| Festschalige Brunnenschnecke                              | Bythiospeum putei                                       |      |
| Regnitz-Brunnenschnecke                                   | Bythiospeum turritum                                    |      |
| Ammersee-Kilch                                            | Coregonus bavaricus                                     |      |
| Chiemsee-Renke                                            | Coregonus hoferi                                        |      |
| Feldhamster, Europäischer Hamster                         | Cricetus cricetus                                       |      |
| Glattrochen                                               | Dipturus batis                                          |      |
| Großer Glattrochen                                        | Dipturus intermedius                                    |      |
| Weidenammer                                               | Emberiza aureola                                        |      |
| Rot-Esche, Pennsylvanische Esche, Sumpf-Esche, Grün-Esche | Fraxinus pennsylvanica                                  |      |
| Hundshai                                                  | Galeorhinus galeus                                      |      |
| Ammersee-Kaulbarsch                                       | Gymnocephalus ambriaelacus                              |      |
| Fruchtbares Schlafmoos                                    | Hypnum fertile                                          |      |
| Gredinger Mehlbeere, Schuwerk Mehlbeere                   | Sorbus schuwerkiorum, Syn. Karpatiosorbus schuwerkiorum |      |
| Bayerische Kurzohrmaus                                    | Microtus bavaricus                                      |      |
| Europäischer Nerz                                         | Mustela lutreola                                        |      |
| Dünnschnabel-Brachvogel                                   | Numenius tenuirostris                                   |      |
| Große Flussperlmuschel                                    | Pseudunio auricularius, Syn. Margaritifera auricularia  |      |
| Balearensturmtaucher                                      | Puffinus mauretanicus                                   |      |
| Spalthütchenmoos                                          | Schistidium spinosum                                    |      |
| Allgäuer Zwerg-Mehlbeere                                  | Sorbus algoviensis                                      |      |
| Täuschende Bastard-Mehlbeere, Täuschende Mehlbeere        | Sorbus decipiens                                        |      |
| Eichstätter Mehlbeere                                     | Sorbus eystettensis                                     |      |
| Gaucklers Mehlbeere                                       | Sorbus gauckleri                                        |      |
| Harz' Mehlbeere                                           | Sorbus harziana                                         |      |
| Würzburger Mehlbeere                                      | Sorbus herbipolitana                                    |      |
| Hohenesters Mehlbeere                                     | Sorbus hohenesteri                                      |      |
| Lonetal-Mehlbeere                                         | Sorbus lonetalensis                                     |      |
| Meierotts Mehlbeere, Wellheimer Mehlbeere                 | Sorbus meierottii                                       |      |
| Mergenthalers Mehlbeere                                   | Sorbus mergenthaleriana                                 |      |
| Schwachgelappte Bastard-Mehlbeere                         | Sorbus parumlobata                                      |      |
| Langblättrige Mehlbeere                                   | Sorbus perlonga                                         |      |
| Gößweinsteiner Mehlbeere                                  | Sorbus pulchra                                          |      |
| Schnizleins Mehlbeere                                     | Sorbus schnizleiniana                                   |      |
| Schwarz’ Mehlbeere                                        | Sorbus schwarziana                                      |      |
| Seybold-Mehlbeere                                         | Sorbus seyboldiana                                      |      |
| Meerengel, Gemeiner Engelhai                              | Squatina squatina                                       |      |
| Steppenkiebitz                                            | Vanellus gregarius                                      |      |